# Sd.Kfz. 233
Lo Sd.Kfz. 233, abbreviazione della dicitura completa Sonderkraftfahrzeug 233 (veicolo speciale 233), è stato un'autoblindo progettata e costruita nella Germania nazista tra il 1942 e il 1942 presso la Büssing AG, assegnata ai reparti di ricognizione dell'Esercito tedesco durante la seconda guerra mondiale.

## Sviluppo
Nel 1942 fu sentita l'esigenza di dotare i reparti esploranti della Wehrmacht di un mezzo che avesse le stesse caratteristiche, in termini di mobilità, delle già esistenti autoblindo, ma che fosse equipaggiato con un cannone in grado di sviluppare una maggiore potenza di fuoco. Ci si rese conto, infatti, che il pezzo da 20 mm in quel momento installato su tali mezzi non era in grado di affrontare efficacemente sbarramenti difensivi realizzati dalla fanteria nemica quali nidi di mitragliatrice o piccoli bunker. Si decise, allora, di costruire un mezzo che montasse un cannone da 75 mm a canna corta.

## Caratteristiche tecniche
La nuova autoblindo Sd.Kfz. 233 fu basata sul collaudato telaio della precedente Sd.Kfz. 232 a otto ruote motrici, impiegata proficuamente dalla Wehrmacht su tutti i teatri di guerra. La torretta girevole fu eliminata e la camera di combattimento, lasciata scoperta, fu dotata di un pezzo 7,5 cm StuK 37 L/24 (lo stesso installato sulle prime versioni del Panzer IV) disassato sulla destra; a sinistra si trovava infatti la postazione del pilota, completa di visore corazzato. La difesa ravvicinata contro la fanteria era affidata a una mitragliatrice MG 34 o MG 42 da 7,92 mm installata su un affusto mobile. Il veicolo era dotato di una leggera blindatura che oscillava dai 14,5 mm frontali agli 8 laterali. L'unità motrice era un Büssing-NAG L8V capace di erogare 180 hp a un regime di 3 000 giri al minuto, abbastanza per far raggiungere al mezzo una velocità massima di circa 85 km/h in condizioni ottimali. Il cambio era sempre fornito dalla Büssing-NAG, contava sei marce avanti e sei retromarce. Poiché era stata prevista una postazione di guida in entrambe le estremità del telaio, il mezzo poteva procedere a marcia indietro con la stessa fluidità di guida della normale direzione di marcia.

## Impiego operativo
Sebbene il suo scopo fosse quello di appoggiare la fanteria tramite l'utilizzo di proiettili HE, il cannone, abbondantemente testato sui primi Panzer IV, poteva essere letale contro veicoli dotati di blindatura analoga o, persino, contro carri leggeri: l'uso di un proiettile perforante era in grado di penetrare una corazza spessa 35 mm sino a 1000 m. Questo cannone risultava invece inefficace contro carri ben corazzati, ad esempio i sovietici KV-1 e T-34, oppure i britannici Mk II Matilda.